# Tram van Toronto

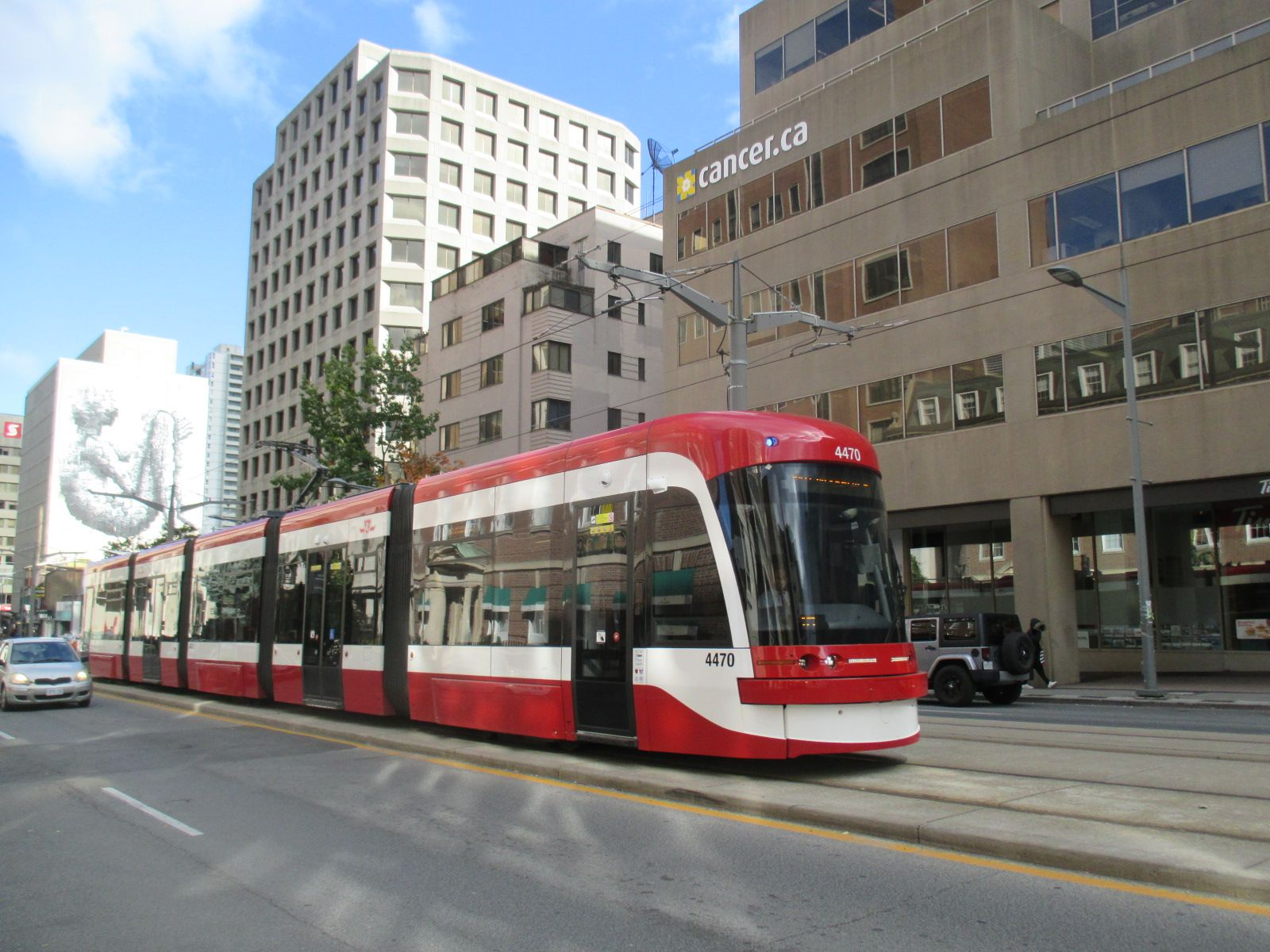
Flexity Outlook: Opvolger van de CLRV- en ALRV-trams in Toronto

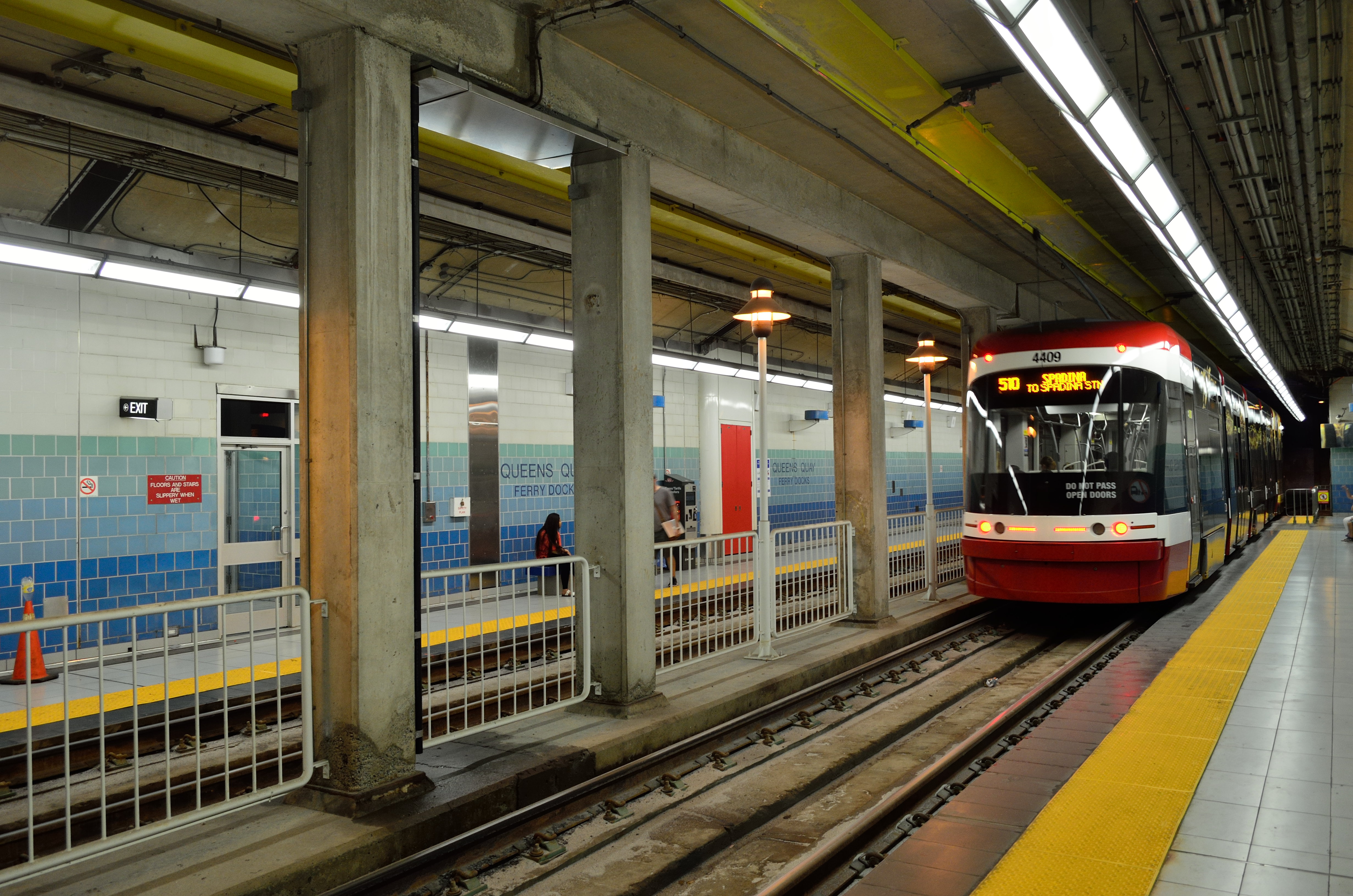
Semimetro station Queens Quay

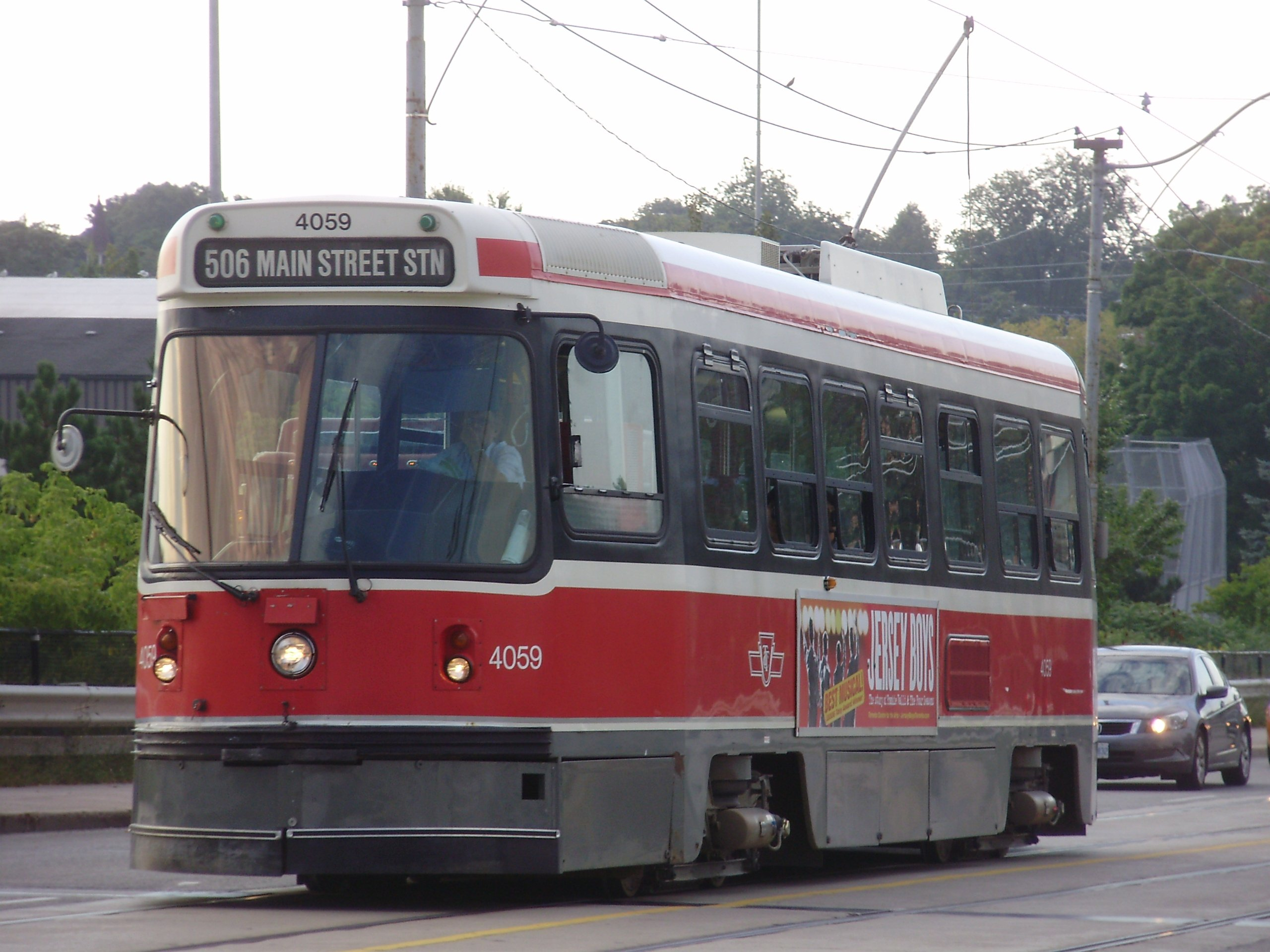
Opvolger van de PCC-cars in Toronto: een CLRV (Canadian Light Rail Vehicle)

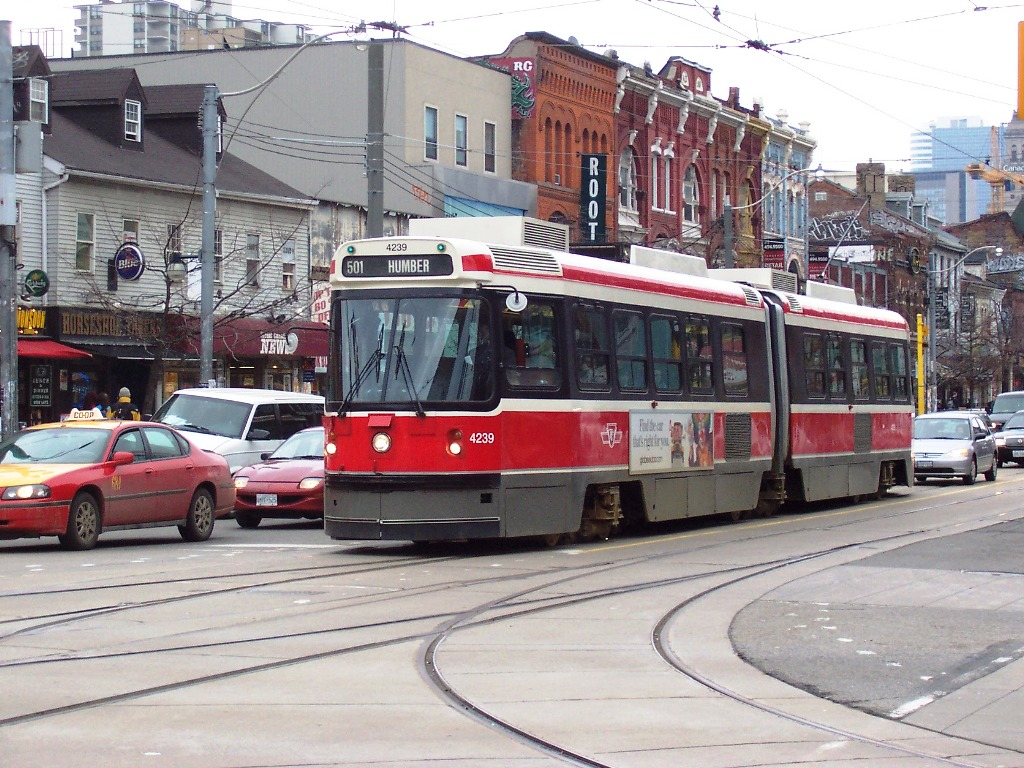
ALRV (Articulated Light Rail Vehicles): Een langer versie van de CLRV

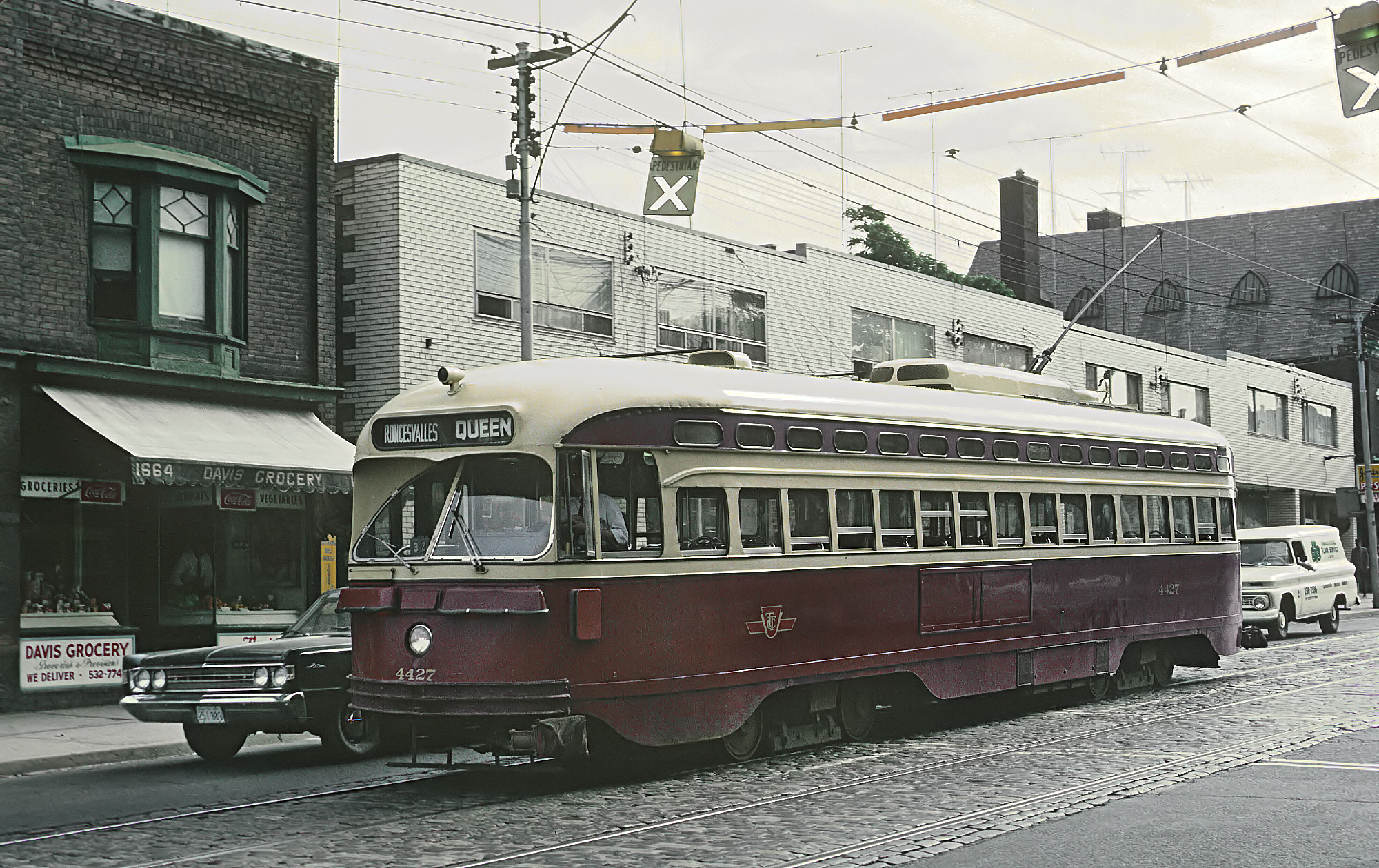
PCC met koppeling

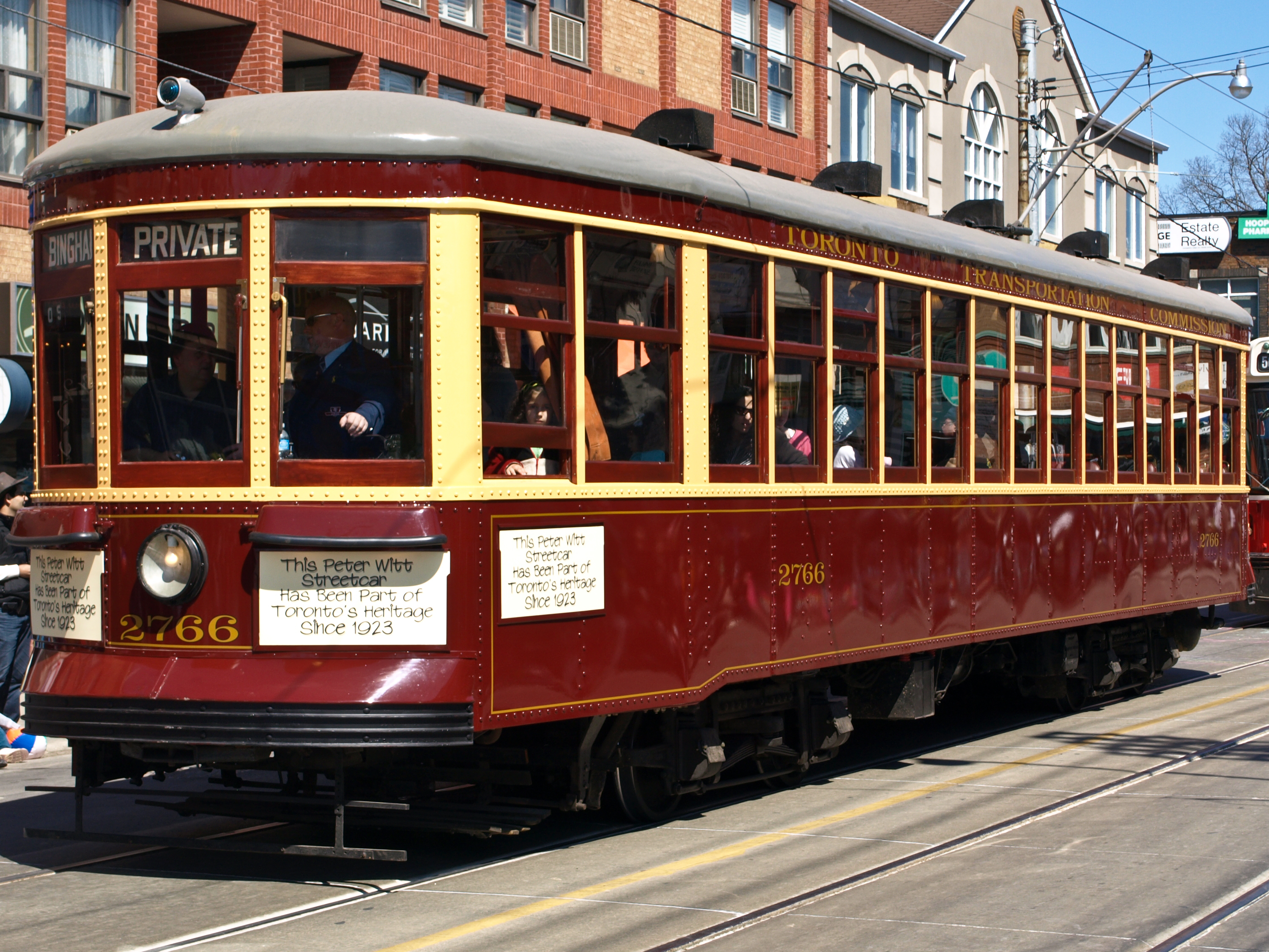
Peter Witt Car uit de erfgoedcollectie in 2009

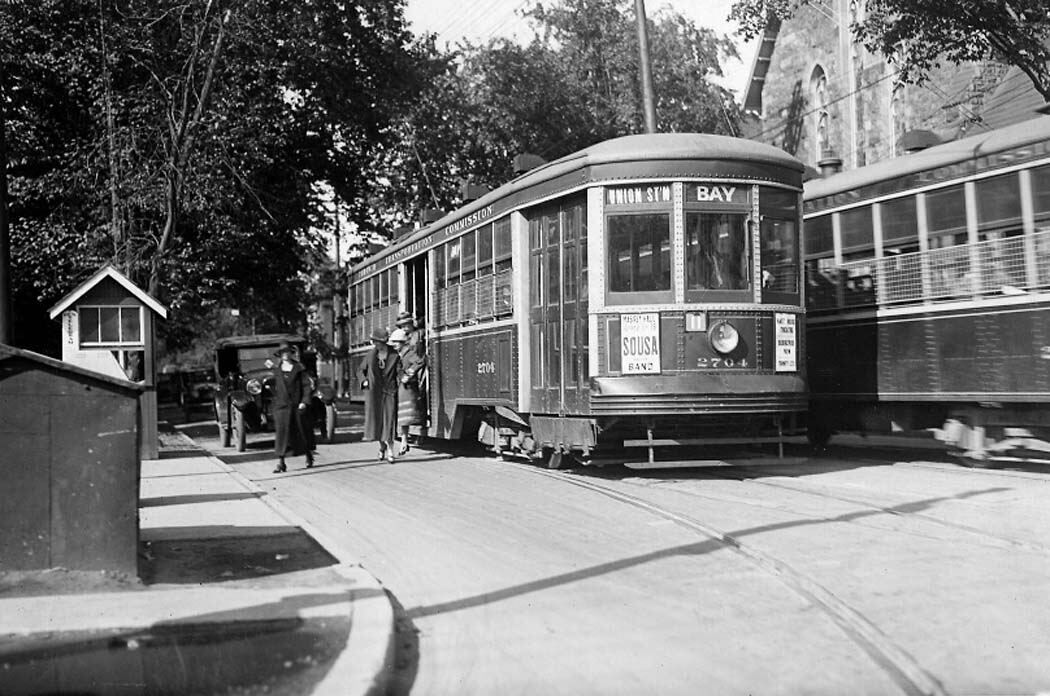
Peter Witt Car in 1925

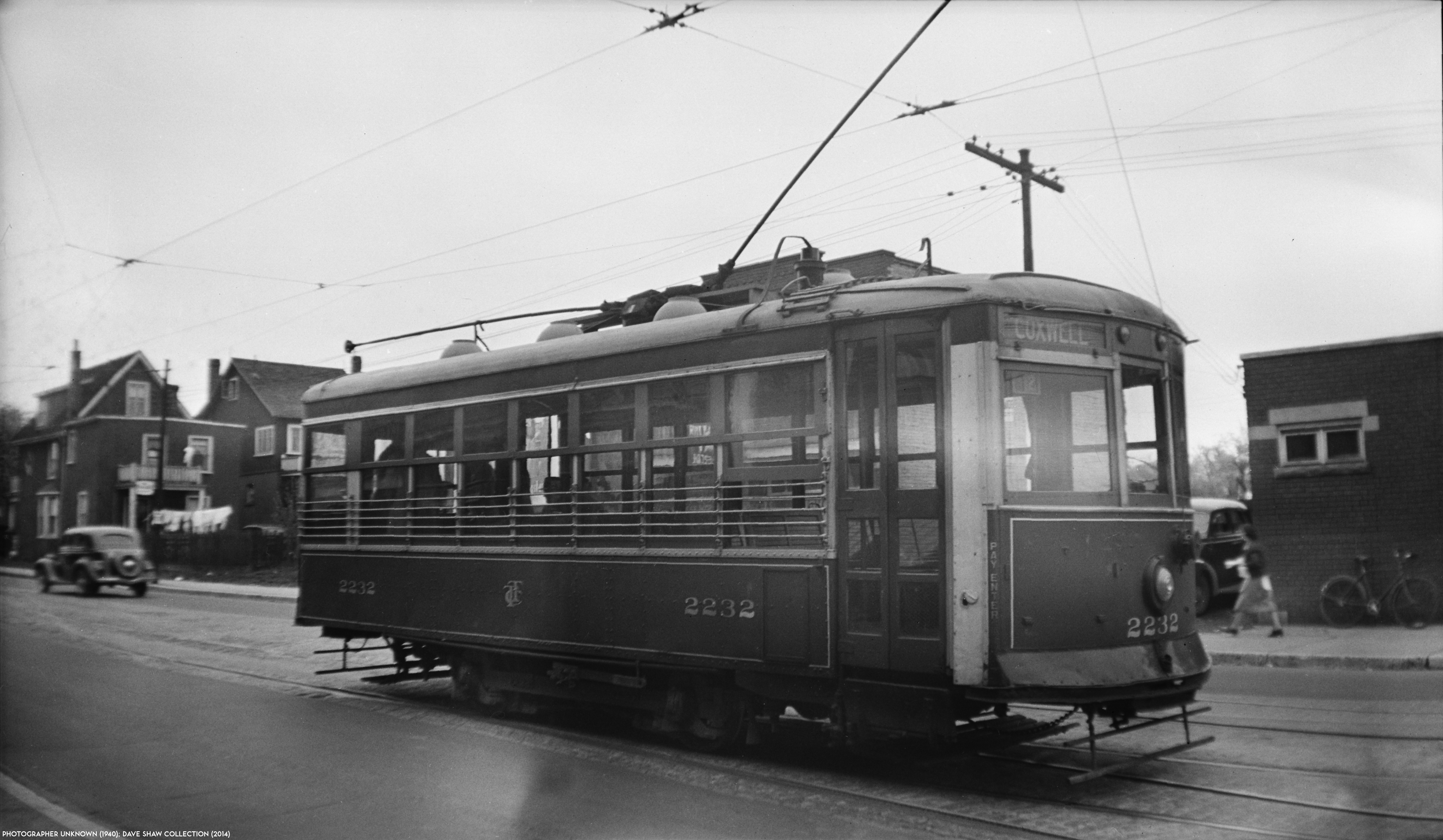
Tweerichtings Birney Car uit de Toronto Civic Railways in 1940

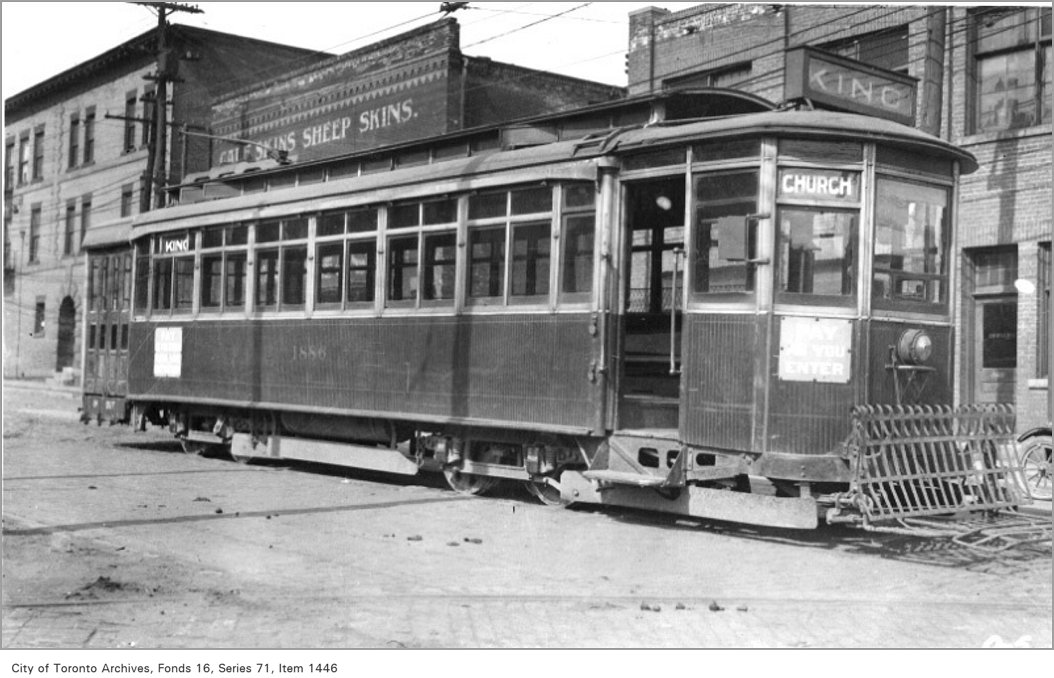
Een houden tram uit de Toronto Railway Company in 1921

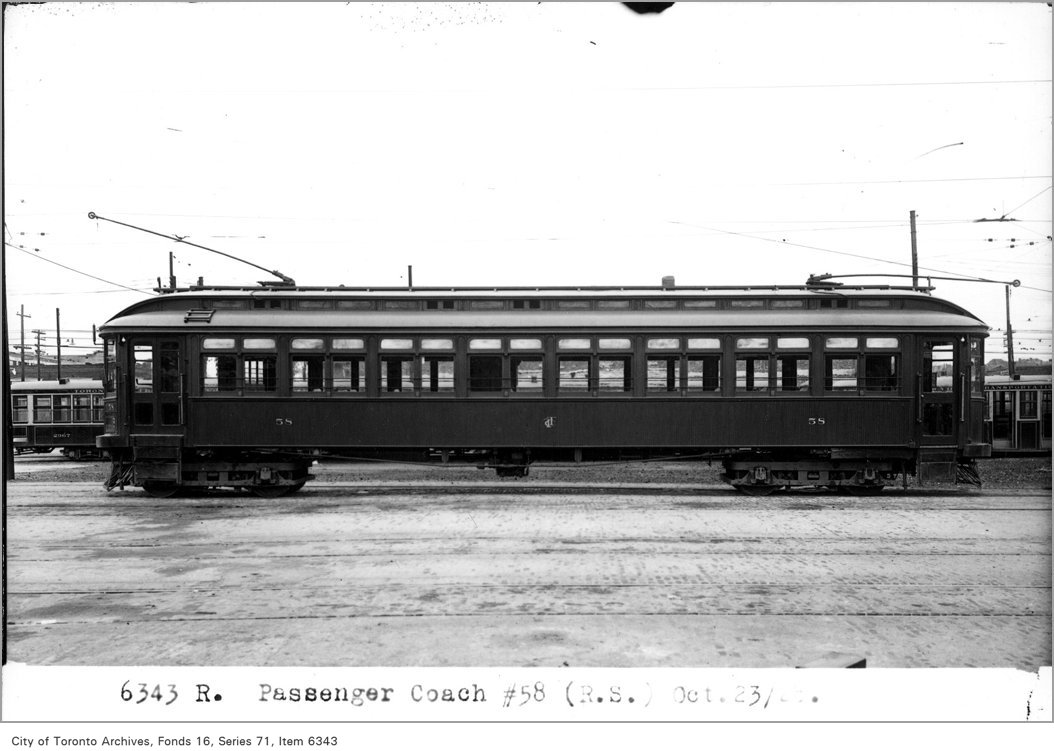
Interlokale tram bij Russell Carhouse in 1927

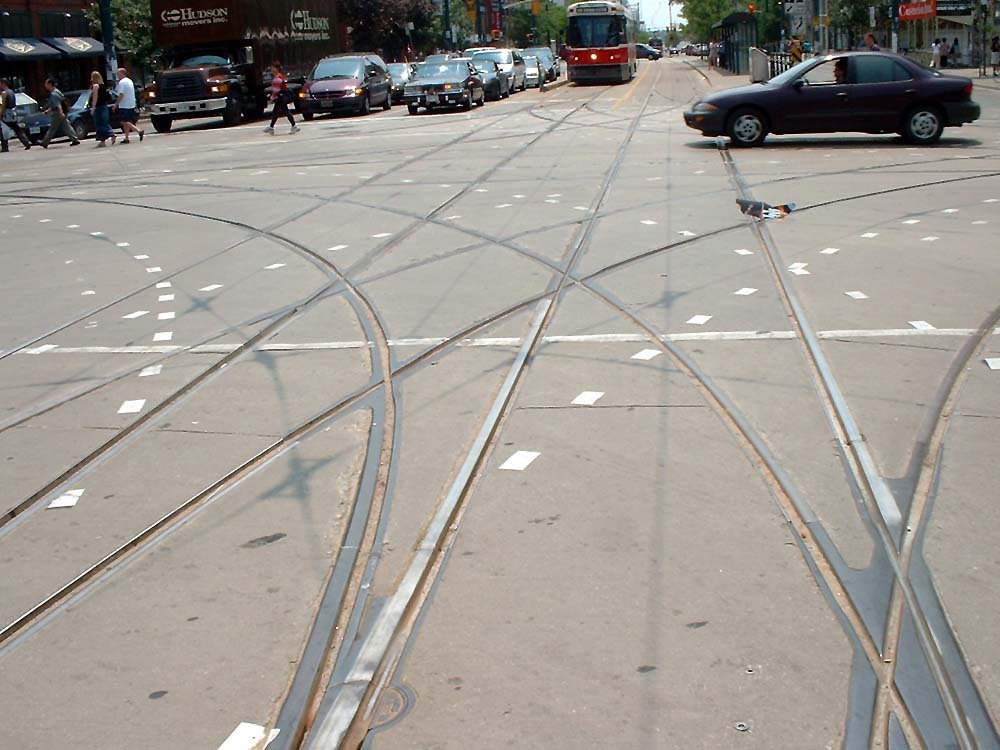
Een grand union op de kruising van de Spadina Avenue en de Queen Street West

De Tram van Toronto (Engels: Toronto streetcar system) vormt samen met de Metro van Toronto de ruggengraat van het openbaar vervoer van de Canadese stad Toronto. Het net met een lengte van 83 kilometer heeft een spoorbreedte van 1495 mm en wordt door Toronto Transit Commission (TTC) geëxploiteerd. Vervoer ging in 1861 met paardentrams van start; de eerste elektrische trams reden in 1892. Vanaf eind jaren 1930 werd een groot deel van het materieelpark vernieuwd, met in totaal 745 PCC-cars. Tussen 1979 en 1982 volgde een vernieuwing met een groot aantal vier en zesassige CLRV-trams. Pas in 2014 kwam de eerste lagevloertram in dienst.

## Huidig tramsysteem
| Lijn | Naam          | Lengte (km)          | Route                                                                                    | Opmerkingen                                                                             |
| ---- | ------------- | -------------------- | ---------------------------------------------------------------------------------------- | --------------------------------------------------------------------------------------- |
| 501  | Queen         | 16,9                 | Neville Park Loop – Humber Loop (loop = keerlus)                                         | Na 22.00 uur uitbreiding naar Long Branch Loop, ter vervanging van lijn 507 Long Branch |
| 503  | Kingston Road | 09,8                 | Bingham Loop – York Street                                                               |                                                                                         |
| 504  | King          | 504A: 10,4 504B: 9,6 | 504A: Dundas West Station – Distillery Loop 504B: Broadview Station – Dufferin Gate Loop | Lijn 504 heeft twee gedeeltelijk overlappende takken                                    |
| 505  | Dundas        | 10,9                 | Broadview Station – Dundas West Station                                                  | via Dundas Street                                                                       |
| 506  | Carlton       | 15,1                 | Main Street Station – High Park Loop                                                     |                                                                                         |
| 507  | Long Branch   | 7,9                  | Humber Loop – Long Branch Loop                                                           |                                                                                         |
| 508  | Lake Shore    | 21.7                 | Broadview Station – Long Branch Loop                                                     | alleen tijdens de spits                                                                 |
| 509  | Harbourfront  | 04,4                 | Union Station – Exhibition Loop                                                          |                                                                                         |
| 510  | Spadina       | 05,4                 | Union Station – Spadina Station                                                          |                                                                                         |
| 511  | Bathurst      | 05,3                 | Bathurst Station – Exhibition Loop                                                       |                                                                                         |
| 512  | St. Clair     | 07,1                 | St. Clair Station – Gunns Loop                                                           |                                                                                         |

De meeste tramlijnen in Toronto rijden in wegverkeer midden op straat, maar drie lijnen (509, 510, 512) rijden op eigen baan. Er is ook een 500 meter lange tramtunnel onder Bay Street die wordt gebruikt door tramlijnen 509 en 510. Op de Queensway rijden de trams van lijnen 501 en 508 op eigen baan tussen Roncesvalles Avenue en Humber Loop, maar de rest van de route is in wegverkeer. In het centrum rijden de trams van lijnen 503, 504 en 508 door de King Street Transit Priority Corridor, die voorrang geeft aan trams door het beperken van het wegverkeer langs King Street tussen Jarvis Street en Bathurst Street. Acht metrostations (Main Street, Broadview, Spadina, Bathurst, Dundas West, Union, St. Clair en St. Clair West) hebben perrons voor trams op een keerlus binnen het stationsgebied, en bij drie stations (Spadina, Union en St. Clair West) is de lus ondergronds. De tramhalte Queens Quay Ferry Docks Terminal is ook ondergronds en is een deel van de tunnel onder Bay Street.
Het wagenpark staat uit 204 eenrichtingstrams van de type Flexity Outlook. Bombardier moest het ontwerp van dit type voertuig aanpassen aan het tramnetwerk van Toronto om op de bredere spoorwijdte, door kleine bochten met een minimale spoorradius van 11 meter en door wissels met een enkele tong te rijden. De trams hebben ook een uittrekbare oprit voor rolstoelen.
Als stroomafnemer hebben de Flexity Outlook-trams zowel een trolleystang als een pantograaf. Sinds 1892 maken trams gebruik van de trolleystang in Toronto, maar sinds de levering van de eerste Flexity Outlook is de TTC de bovenleiding aan het veranderen naar de pantograaf.

### Tramremises
De TTC heeft drie remises ("carhouses", informeel "barns") en een werkplaatscomplex voor trams:
De Roncesvalles Carhouse staat bij de hoek van Queen Street West und Roncesvalles Avenue nabij het westelijke uiteinde van het tramnetwerk. De remise werd in 1895 door de Toronto Railway Company gebouwd, in 1921 door de TTC overgenomen en in 1923 uitgebreid. In 2013 werd een nieuw gebouw voor het onderhoud van lagevloertrams geïntroduceerd.
De Russell Carhouse staat bij de hoek van Connaught Avenue en Queen Street East nabij het oostelijke uiteinde van het tramnetwerk. Deze stalling werd in 1913 geopend door de Toronto Railway Company en in 1921 overgenomen door de TTC en in 1924 uitgebreid. Het gebouw is nog niet aangepast aan lagevloertrams, maar het terrein wordt nog steeds gebruikt voor de stalling van trams.
De Leslie Barns staat bij de hoek van Leslie Street und Lake Shore Boulevard East in de buurt van de Roncesvalles Carhouse. Deze remise is ook een werkplaats en werd in 2015 geopend en gebruikt voor stalling en onderhoud van de lagevloerwagens.
Het Hillcrest Complex staat bij de hoek van Bathurst Street en Davenport Road en was de hoofdwerkplaats voor onderhoudswerkzaamheden, voertuigrevisies en reparaties van oudere, kortere hogevloertrams. Geopend in 1924, is het complex ongeschikt voor de langere lagevloertrams van het huidige wagenpark. De TTC is van plan hier een remise in te richten voor de stalling van lagevloertrams voor lijn 512.

## Geschiedenis
In 1861 verleende de gemeente Toronto een concessie van 30 jaar aan de Toronto Street Railway (TSR), een particulier bedrijf, om tramdiensten in Toronto te leveren. De eerste paardentram begon op 11 september 1861 langs Yonge Street te rijden. De spoorwijdte was 1495 mm, 60 mm breder dan normaalspoor, zodat andere wagens in de groeven van de tramsporen konden rijden voor een soepele rit op onverharde straten. De concessie van de TSR liep af in 1891, waarna de gemeente het tramsysteem zelf beheerde van mei tot augustus.
Op 1 september 1891 gaf de gemeente een concessie van 30 jaar aan de Toronto Railway Company (TRC) voor de exploitatie en de elektrificatie van het tramsysteem. De ombouw nam twee jaar in beslag: de eerste elektrische tram reed op 16 augustus 1892 in Church Street en de laatste paardentram op 31 augustus 1894 in McCaul Street. De particuliere TRC, opereerde alleen binnen de stadsgrenzen van 1891. Tramvervoer naar de voorsteden werd in 1911 serieus opgepakt door de oprichting van de Toronto Civic Railway (TCR), een gemeentelijk bedrijf.
De concessie van de TRC liep af in 1921, en de gemeente richtte de Toronto Transportation Commission (TTC) op om de TRC en TCR te fuseren, en om delen van verschillende interlokale tramlijnen over te nemen die binnen de stadsgrenzen lagen. De TTC begon op 1 september 1921. Gedurende een uitgebreid moderniseringsprogramma in de eerste vijf jaar van TTC werden 135 kilometer extra lijnen aangelegd en werd 90 kilometer verbeterd. Op het hoogtepunt van al deze activiteit werkten 3500 man tegelijkertijd aan de sporen. Tussen 1921 en 1923 kocht TTC 575 nieuwe Peter Witt Cars met bijbehorende bijwagens en kon zo 500 oude houten trams slopen.
In 1927 werd de TTC de exploitant van drie interlokale tramlijnen (radial lines, interurbans) van de voormalige Toronto and York Radial Railway. De TTC veranderde de spoorwijdte van deze lijnen naar 1495 mm en verbond ze op het tramsysteem om tramremises te delen. Met de interlokale lijnen had de TTC een tramnet van 585 kilometer. Maar de interlokale lijnen waren onrendabel. De interlokale lijn naar Lake Simcoe werd gesloten in 1930, de lijn naar Port Credit in 1935 en de lijn naar Scarboro in 1936. Een klein deel van de Lake Simcoe-lijn werd heropend in 1930 als de North Yonge Railways (Toronto naar Richmond Hill), maar werd gesloten in 1948.
Een tweede moderniseringsgolf startte in 1938 met de aanschaf van de eerste PCC-cars. Tussen 1938 en 1942 ontving de TTC tijdens de oorlog 250 PCC-trams en verkocht oudere trams (inclusief de resterende Birney-trams) aan andere Canadese steden.
Na de sluiting van de lijnen op Weston Road en Spadina Avenue in 1948 werden de laatste tweerichtingstrams van de Toronto Civic Railway afgevoerd. In 1950 werden de laatste houten trams van de Toronto Railway Company afgevoerd.
De grootste opheffingen van tramlijnen waren het gevolg van de opening van metrolijnen. In 1954 verving de Yonge-metro de Yonge-tramlijn, die tramstellen van een Peter Witt-tram en een bijwagen gebruikten. Veel Peter Witt-trams en alle bijwagens werden afgevoerd. Vanwege een verlenging van de Yonge-lijn onder University Avenue, werd de tramlijn langs Bay Street vervangen door bussen, en alle resterende Peter Witt-trams werden afgevoerd. In 1966 en 1968 verving de Bloor-Danforth-metro de Bloor-tramlijn (langs Bloor Street en Danforth Avenue), die gekoppelde PCC's gebruikten. In 1966 werden enkele andere tramlijnen vervangen door bussen. Veel oudere PCC's werden afgevoerd.
In 1967 was de TTC van plan om het hele tramsysteem tegen 1980 te beëindigen. Een burgergroep heeft met succes gelobbyd voor het behoud ervan. In 1972 besloot de gemeente het tramsysteem grotendeels te behouden. De laatste opheffingen van tramlijnen bestonden uit de Rogers-lign in 1974 en de Mount Pleasant-lijn in 1976. Deze twee lijnen waren takken van de huidige lijn 512, en beide lijnen werden vervangen door trolleybussen. (De TTC beëindigde het trolleybussysteem in de jaren negentig.)
De eerste vierassige CLRV-trams (Canadian Light Rail Vehicles) werden in dienst gesteld in 1979 om PCC-trams te vervangen. Met de invoering van de CLRV is de nummering van de tramlijnen vanaf 501 ingevoerd. De ALRV-trams (Articulated Light Rail Vehicles) werden in dienst gesteld in 1982. Ze waren de eerste gelede trams in Toronto.
Er zijn nog enkele tramlijnen en –trajecten bijgekomen. In 1990 werd de Harbourfront-lijn (de huidige lijn 509) geopend en in 2000 verlengd tot Exhibition Place. In 1997 werd de Spadina-lijn (lijn 510) geopend tussen Union Station en Spadina Station.
De laatste 19 PCC-trams werden afgevoerd in 1995. De TTC heeft voor speciale evenementen twee PCC-trams in zijn collectie mobiel erfgoed behouden.
De eerste Flexity Outlook-trams werden in dienst ingevoerd in 2014 om de CLRV- en ALRV-trams te vervangen. Deze lagevloertrams zijn toegankelijk voor rolstoelen.
In 2015 opende de TTC de Leslie Barns, een nieuwe remise voor Flexity Outlook-trams. Een nieuwe zijtak langs Leslie Street verbindt de remise met de rest van het tramnet. In 2016 opende de TTC een nieuwe zijtak  op eigen baan langs Sumach Street en Cherry Street; aan het einde van de zijtak ligt  Distillery Loop, vandaag het eindpunt van lijn 504A.
De CLRVs en ALRVs werden afgevoerd in 2019. De TTC heeft voor speciale evenementen twee CLRV-trams en een ALRV-tram in zijn erfgoedcollectie behouden.

### PCC

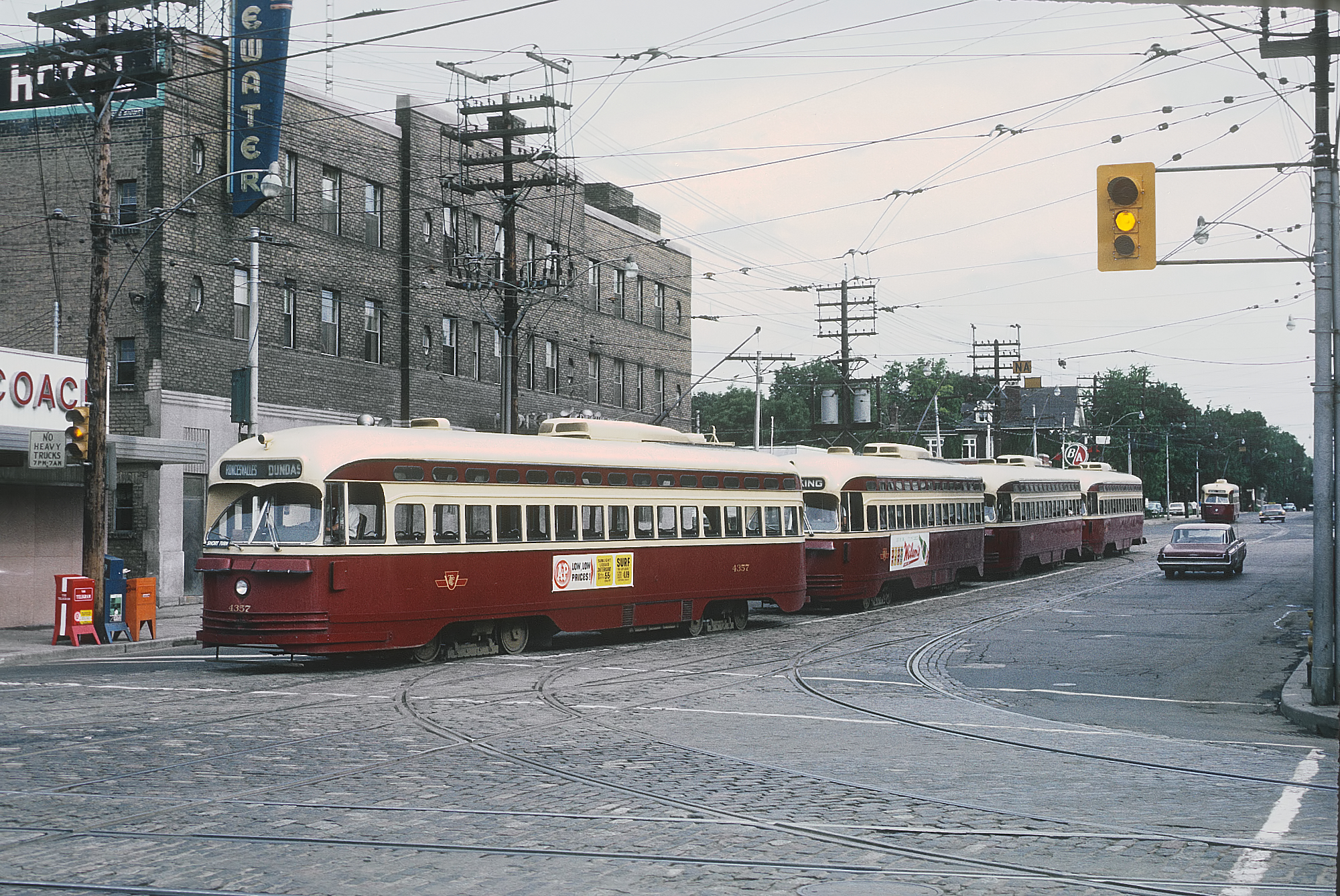
Een rij PCC-cars in de ochtendspits in 1966

Op het hoogtepunt van de inzet van PCC's waren er 744 van in dienst, een aantal dat door geen enkele andere Noord-Amerikaans vervoerbedrijf werd overtroffen. (Tussen 1938 en 1958 kocht de TTC 745 PCC's, maar PCC 4063 werd gesloopt na een botsing in 1947.) 
De eerste 540 PCC's die door Toronto nieuw werden gekocht werden in Canada geassembleerd door Canadian Car & Foundry. De ruwe carrosserie werd door St. Louis Car Co. in St. Louis geleverd. De TTC kocht de laatste 205 PCC's op de tweedehandse markt, afkomstig uit allerlei tramsteden in de VS als Cincinnati, Cleveland (Ohio), Birmingham (Alabama) en Kansas City. De meeste tweedehands trams werden gebouwd door St. Louis Car Co., maar twee typen (A11 en A13) werden gebouwd door Pullman-Standard. De TTC moest de draaistellen van de tweedehands trams omsporen naar de in Toronto toegepaste spoorwijdte van 1495 mm.
In Noord-Amerika waren er twee generaties PCC's: de air-electrics (lucht-elektrisch) and de all-electrics (volledig elektrisch). De air-electric-PCC's werden gebouwd tot 1945 en hebben een luchtcompressor om de deuren en remmen te bedienen. De all-electric-PCC's werden gebouwd vanaf 1946 en hebben geen luchtcompressor. De twee generaties hadden ook een andere styling die het meest zichtbaar was in de zijruiten en de voorruit. Op één uitzondering (Kansas City-PCC's, type A14) hadden de zijkanten van een all-electric-PCC twee rijen ruiten met kleine ovale ruiten voor staande reizigers boven grotere rechthoekige ruiten.
In 1949 kocht de TTC 100 nieuwe PCC's (type A7) met koppelingen. De TTC installeerde ook koppelingen op twee typen tweedehands PCC's (A11 en A12). Deze trams konden als koppelstellen van twee PCC's in treinschakeling rijden.
De van Cleveland gekochte PCC's (typen A11 en A12) hadden een behuizing op het dak voor ventilatieapparatuur. De TTC maakte deze apparatuur onbruikbaar, maar behield de behuizing, die deze PCC's een onderscheidend uiterlijk gaf. De A12-type trams zijn ook bekend als de Louisville-PCC's. De Louisville Railway Co. had 25 PCC's besteld bij St. Louis Car Co., maar terwijl ze werden afgeleverd, besloot Louisville de tramdienst te beëindigen. Cleveland kocht de trambestelling en ontving deze trams in Cleveland.
| Type | Bouwer   | PCC- generatie | Serie- nummers | Aantal | Bouwjaar  | Opmerkingen                                |
| ---- | -------- | -------------- | -------------- | ------ | --------- | ------------------------------------------ |
| A1   | CC&F     | Air-electric   | 4000–4139      | 140    | 1938      |                                            |
| A2   | CC&F     | Air-electric   | 4150–4199      | 50     | 1940      |                                            |
| A3   | CC&F     | Air-electric   | 4200–4259      | 60     | 1941-1942 |                                            |
| A4   | CC&F     | Air-electric   | 4260–4274      | 15     | 1943-1944 |                                            |
| A5   | CC&F     | Air-electric   | 4275–4299      | 25     | 1944-1945 |                                            |
| A6   | CC&F     | All-electric   | 4300–4399      | 100    | 1947-1948 |                                            |
| A7   | CC&F     | All-electric   | 4400–4499      | 100    | 1949      |                                            |
| A8   | CC&F     | All-electric   | 4500–4549      | 50     | 1950      |                                            |
| A9   | St.Louis | All-electric   | 4550–4574      | 25     | 1947      | gekocht in 1950 van Cincinnati (1150-1174) |
| A10  | St.Louis | Air-electric   | 4575–4601      | 27     | 1939-1940 | gekocht in 1950 van Cincinnati (1100-1126) |
| A11  | Pullman  | All-electric   | 4625–4674      | 50     | 1946      | gekocht in 1952 van Cleveland (4200-4249)  |
| A12  | St.Louis | All-electric   | 4675–4699      | 25     | 1946      | gekocht in 1952 van Cleveland (4250-4274)  |
| A13  | Pullman  | All-electric   | 4700–4747      | 48     | 1947      | gekocht in 1952 van Birmingham (800-847)   |
| A14  | St.Louis | All-electric   | 4750–4779      | 30     | 1946-1947 | gekocht in 1957 van Kansas City (501-585)  |
| A15  | TTC      | All-electric   | 4600–4618      | 16     | 1986-1992 | herbouwd uit de serie A8 door de TTC       |

Doorverkochte PCC's
- 48 wagens aan Alexandrië in Egypte in 1966;
- 16 wagens idem in 1967;
- 76 wagens idem in 1968;
- 9 wagens aan Tampico in Mexico in 1971;
- 17 wagens aan San Francisco tussen 1973 en 1975;
- 30 wagens aan Philadelphia in 1976;
- 9 wagens naar Shaker Heights in 1978, dit waren trams die oorspronkelijk voor Cleveland gebouwd waren;
- een 10-tal wagens aan museums.

#### Galerij

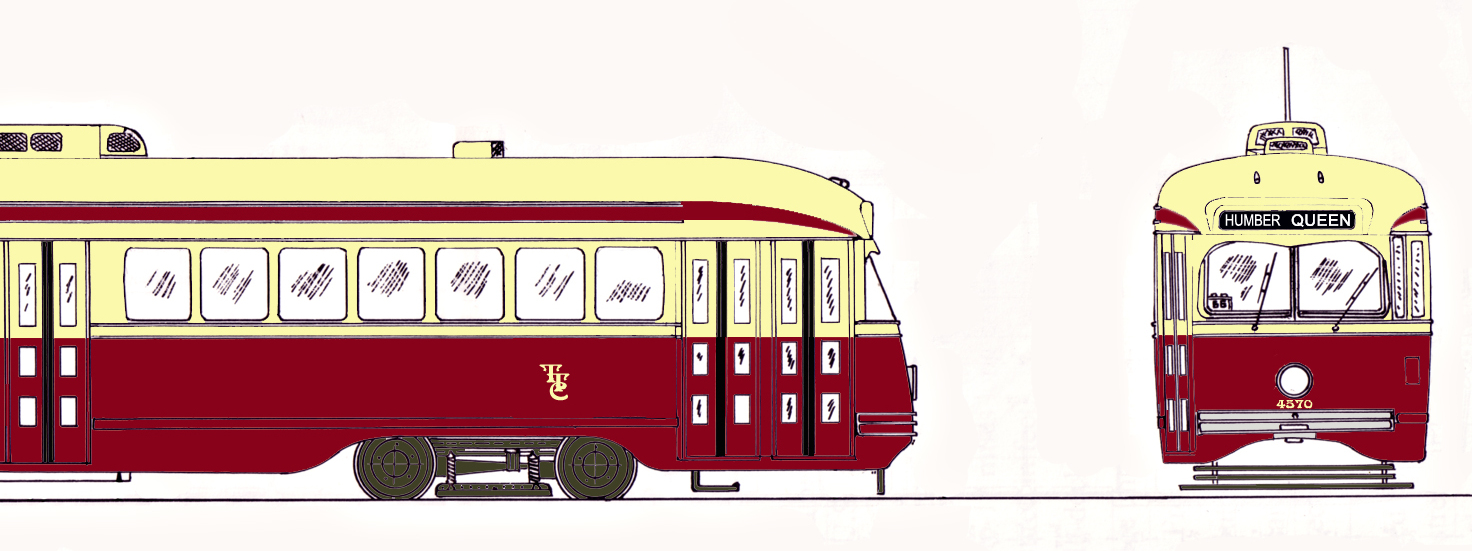
Kleurenschema PCC's Toronto
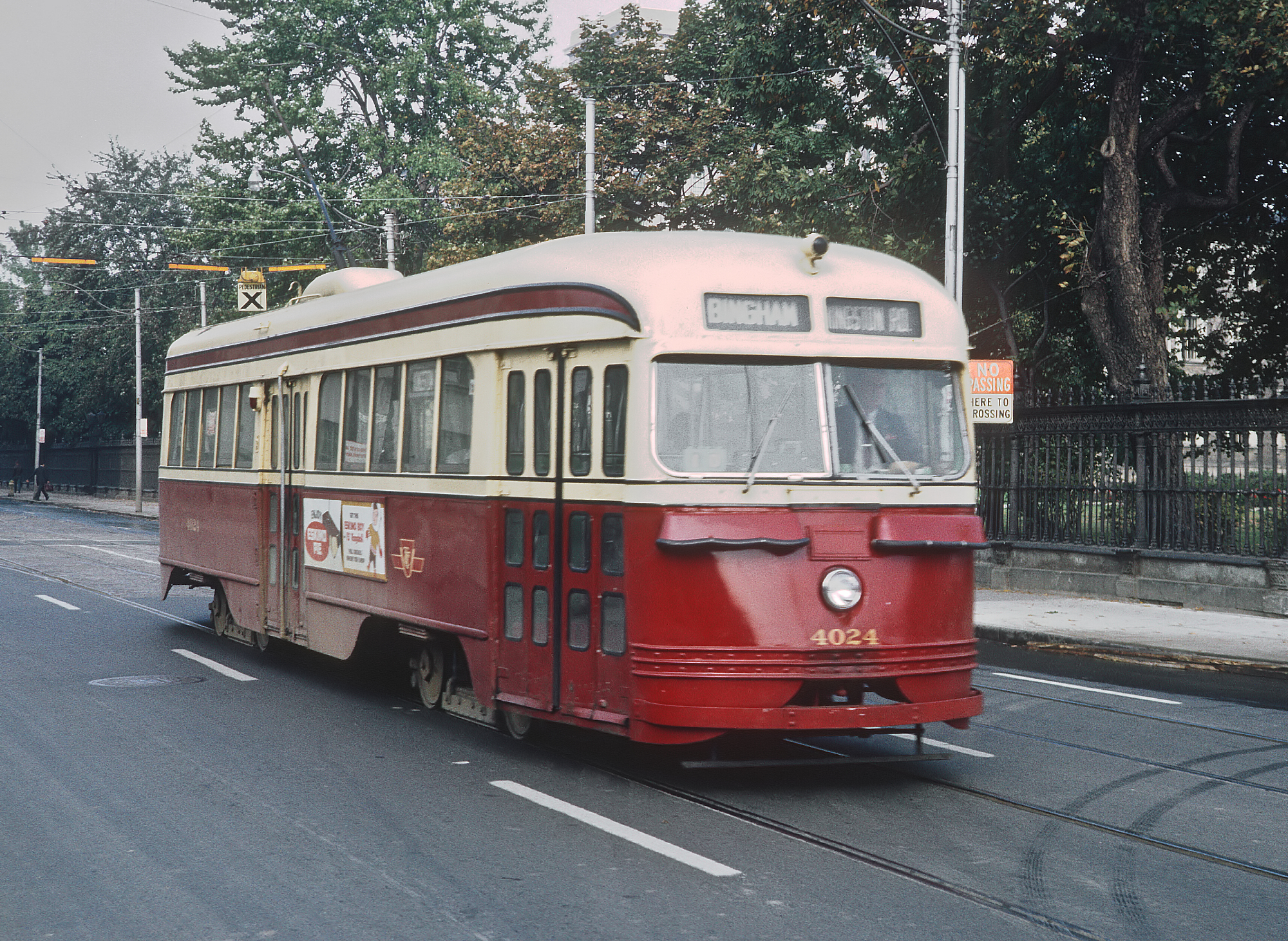
Type A1: afgeleverd in 1938
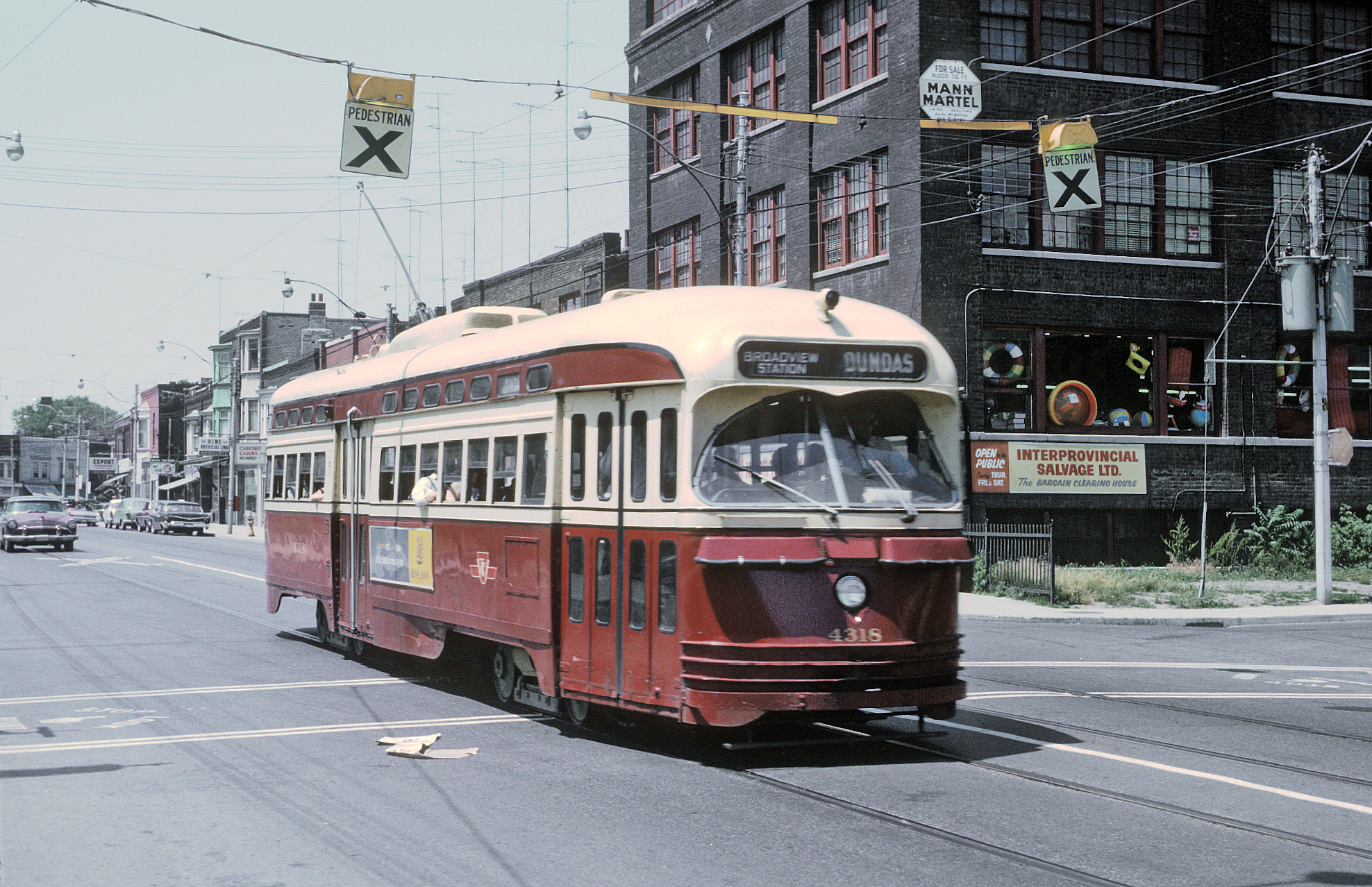
Type A6: afgeleverd in 1948
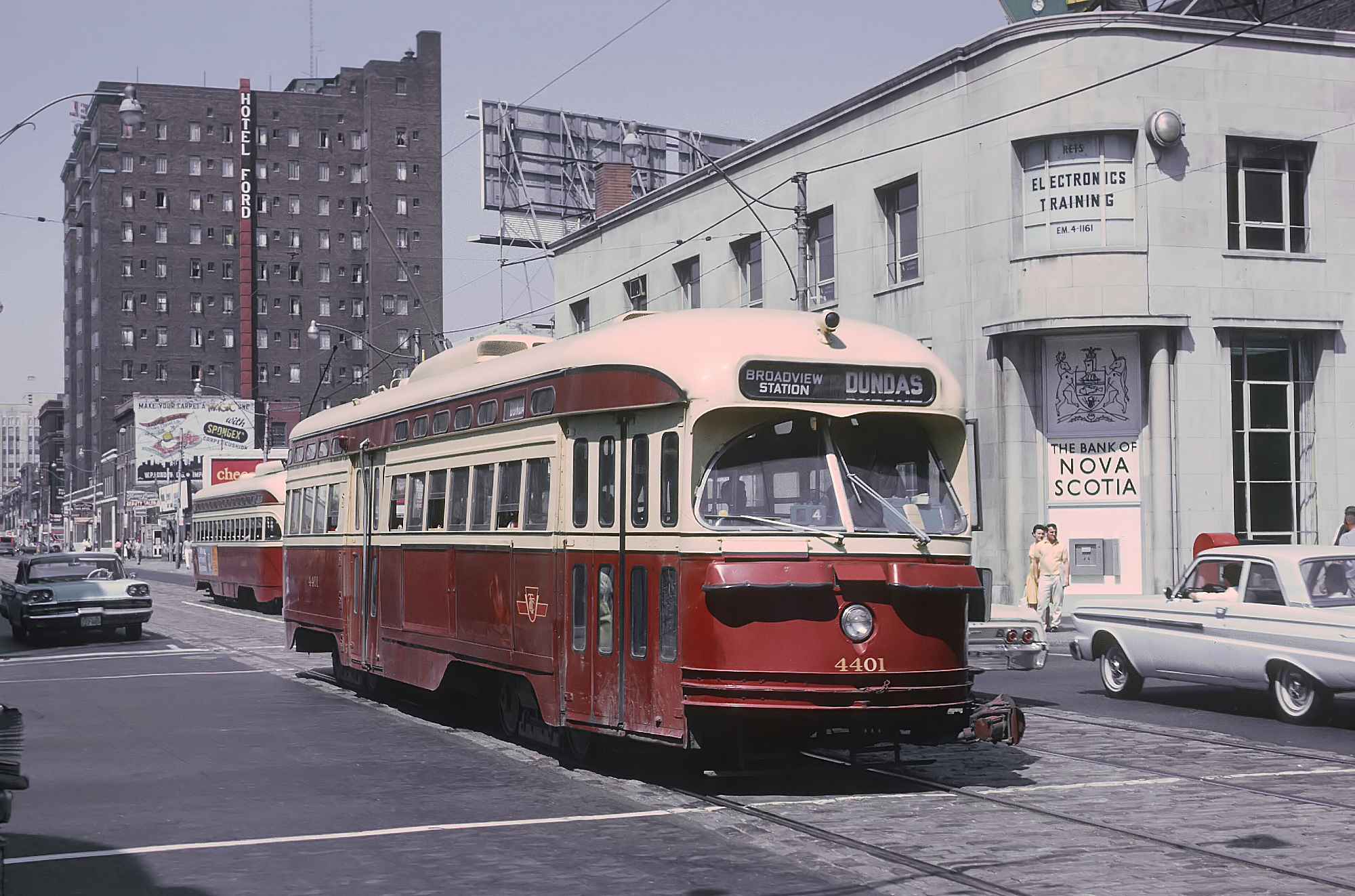
Type A7: afgeleverd in 1949 met koppelingen
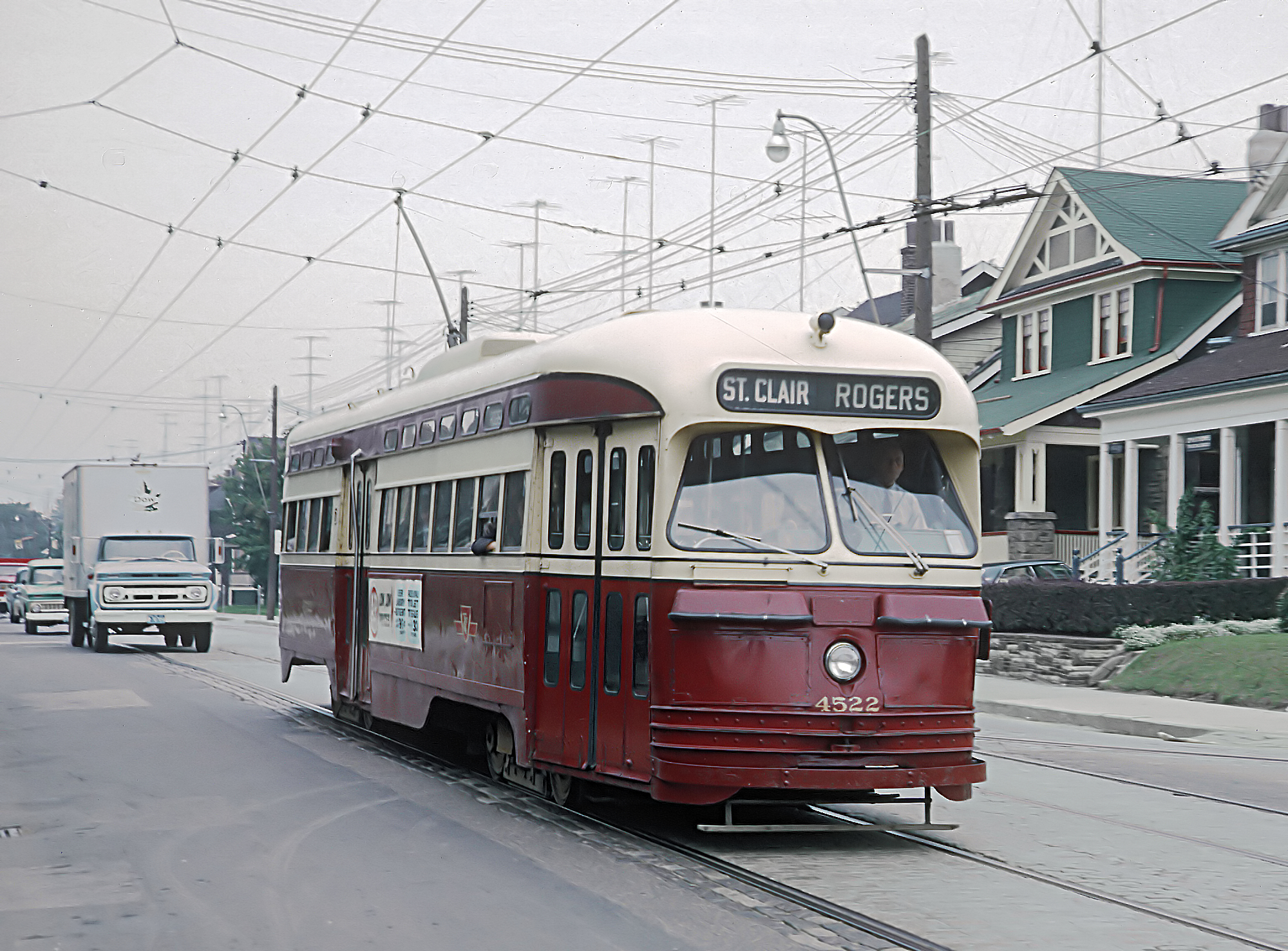
Type A8: afgeleverd in 1950
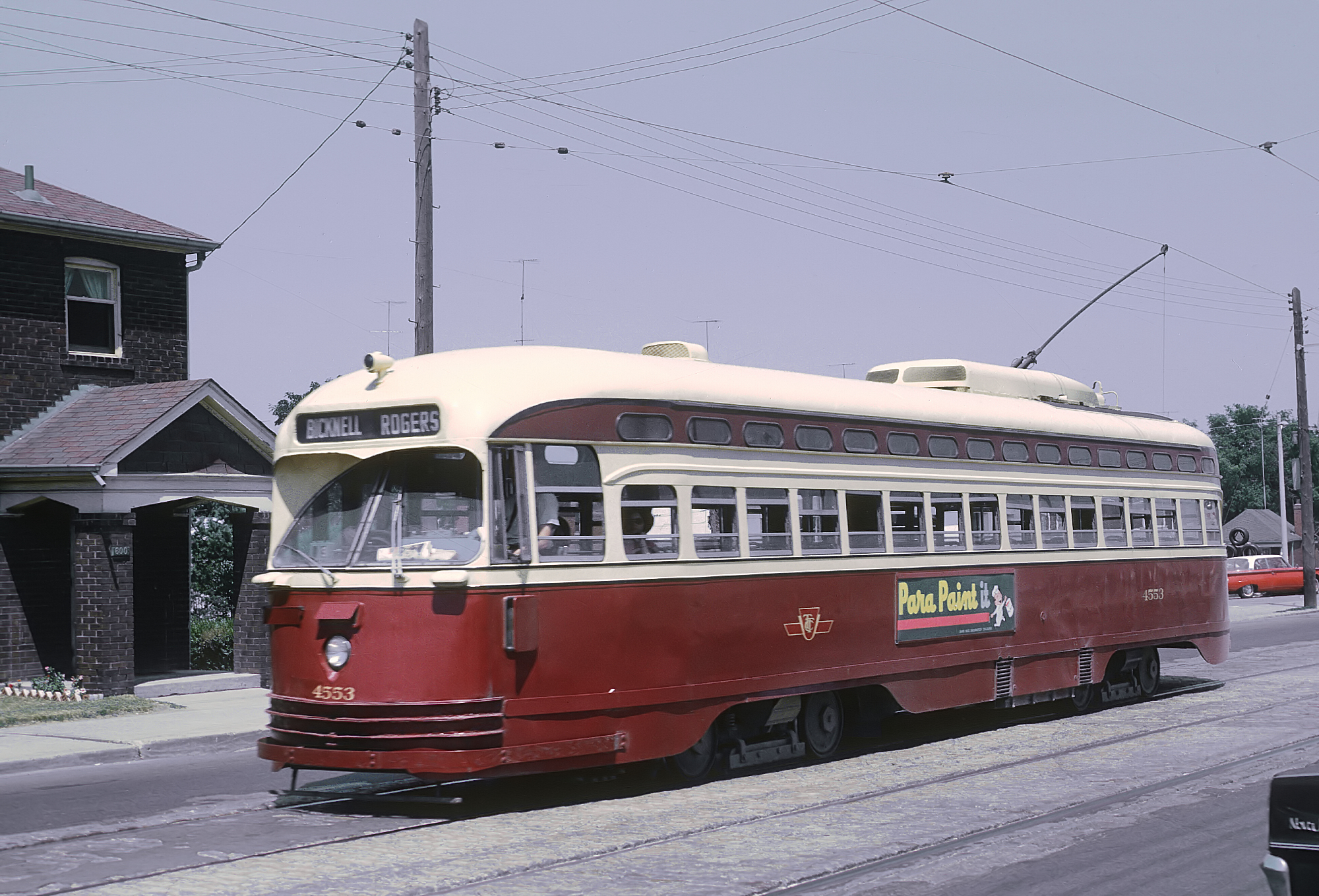
Type A9: van Cincinnati gekocht, in 1947 gebouwd
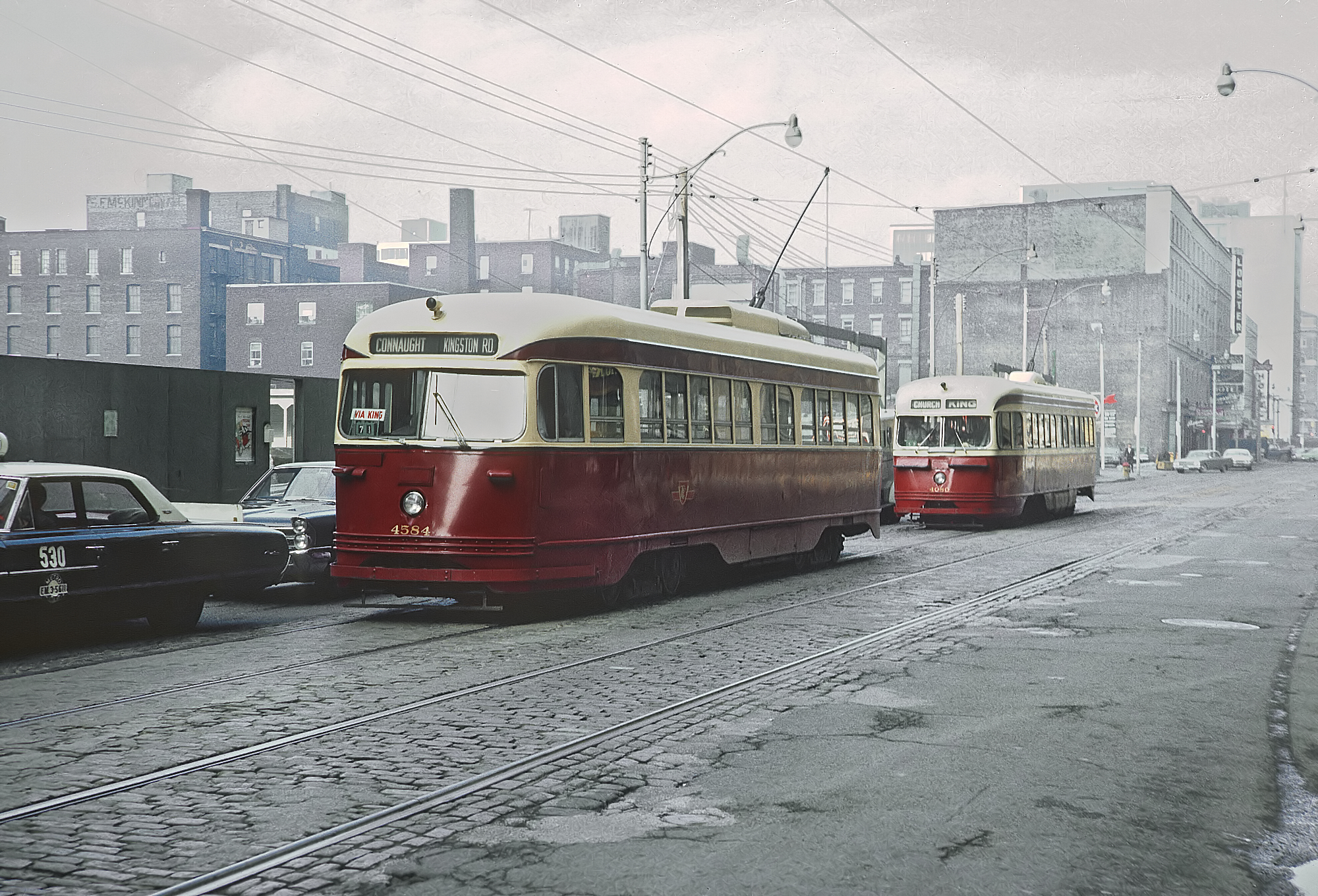
Type A10: van Cincinnati gekocht, in 1940 gebouwd
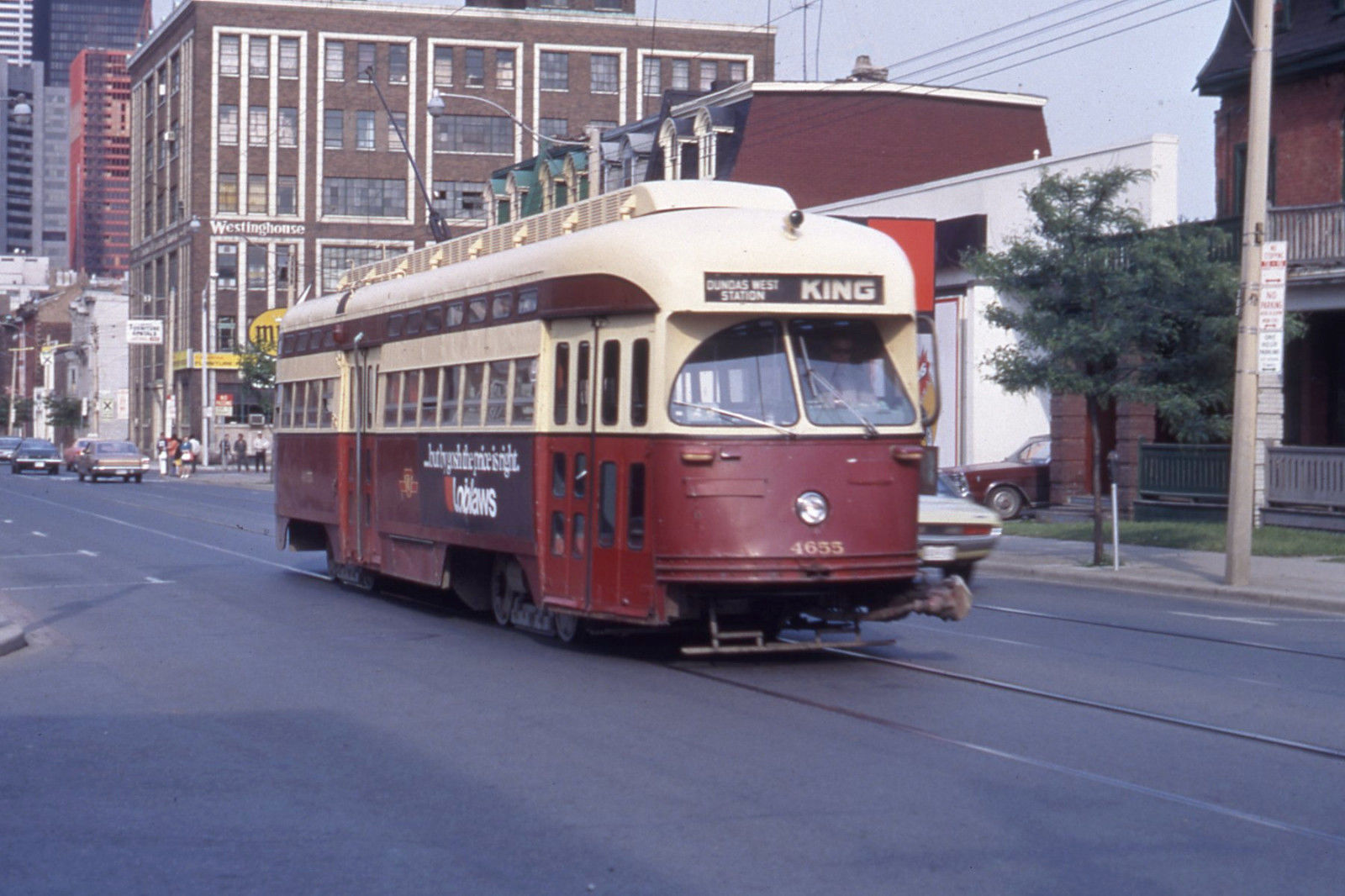
Type A11: van Cleveland gekocht; in 1946 gebouwd
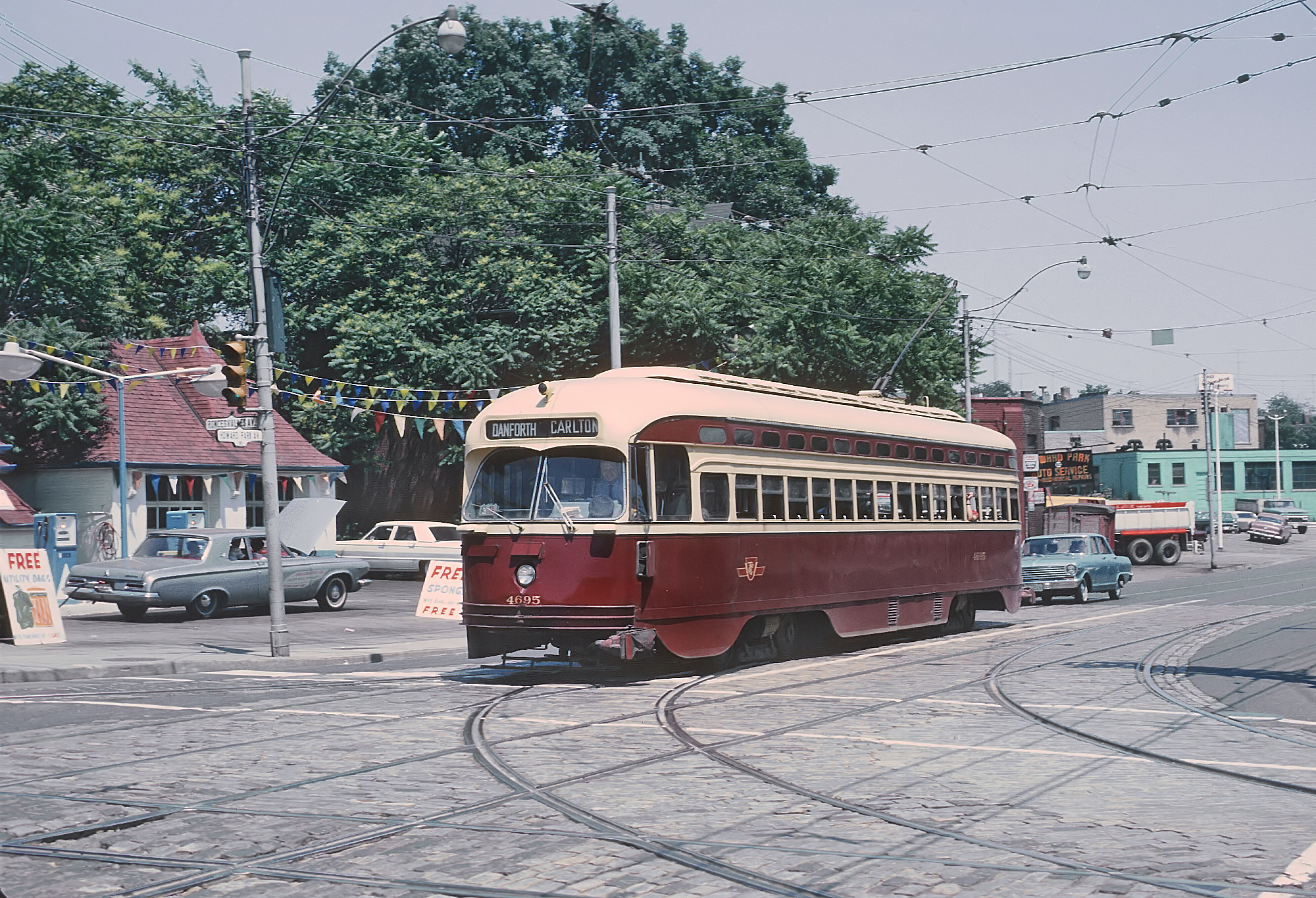
Type A12: van Cleveland gekocht, tussen 1946/7 gebouwd
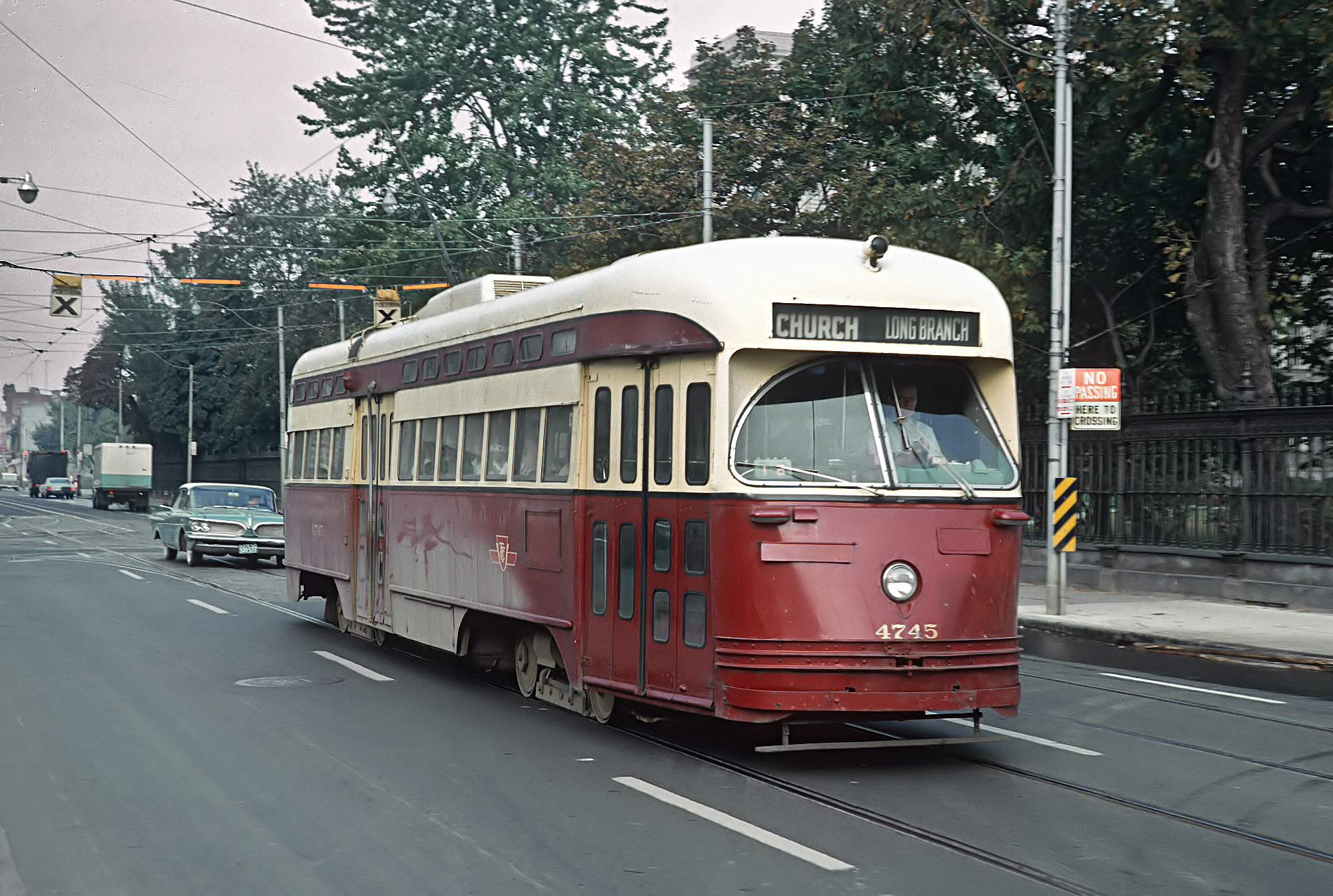
Type A13: van Birmingham gekocht, in 1947 gebouwd
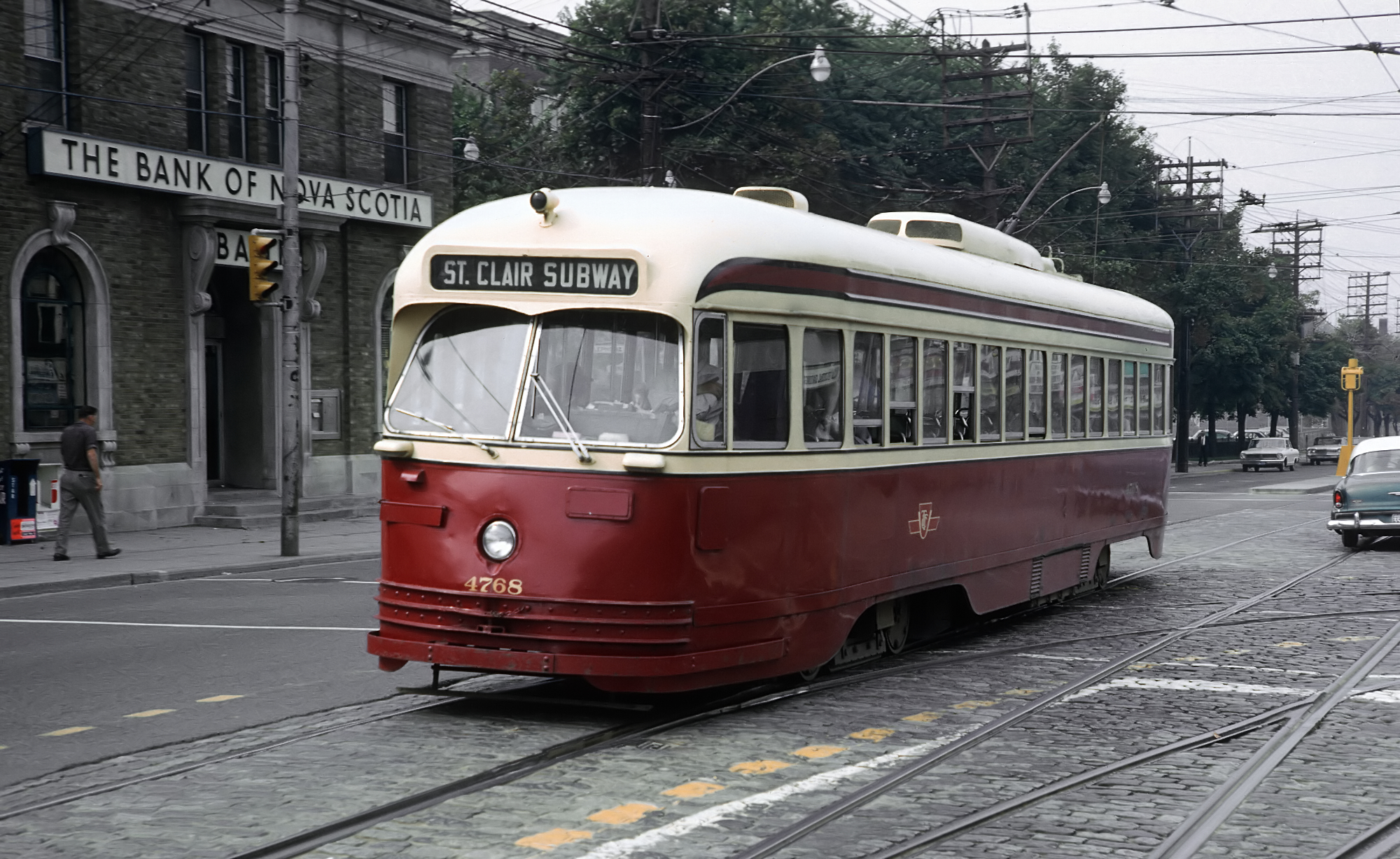
Type A14: van Kansas City gekocht, in 1946/7 gebouwd

## Lightraillijnen

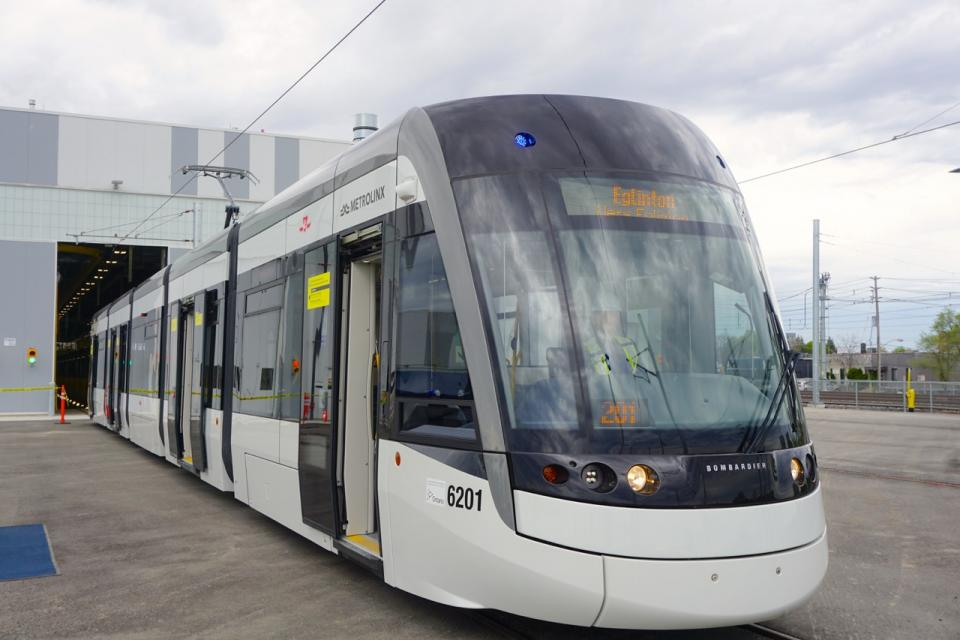
Lagevloertram van lijn 5 Eglinton bij de remise: Eglinton Maintenance and Storage Facility

In Toronto zijn twee normaalsporige lightraillijnen in opbouw: lijn 5 Eglinton (de Eglinton Crosstown, in 2021 deels operationeel voor proefritten) en lijn 6 Finch West. Beide lijnen worden beschouwd als onderdeel van de Metro van Toronto. Net als het breedsporige tramsysteem (streetcar system), gebruiken de lightraillijnen lagevloertrams, maar de lightrailvoertuigen zijn tweerichtingstrams omdat de kopeindpunten geen keerlussen hebben. De kleurstelling is rood-wit voor trams (streetcars) en zwart-wit voor lightrailvoertuigen.

## Toronto Transit Commission
De Toronto Transit Commission (TTC) is een transportbedrijf in Toronto, Canada. Zij verzorgt sinds 1921 al het openbaar vervoer in de stad Toronto. Van 1921 tot 1954 was de naam van de TTC: Toronto Transportation Commission. In 1954 werd de TTC omgedoopt tot de Toronto Transit Commission. In 2021 exploiteert de TTC de Metro van Toronto, een tramnetwerk en buslijnen.
| Aantal ritten per dag (2019)                     | 1,7 miljoen |
| Aantal service-uren per week (2019)              | 183.200     |
| Totale lengte van alle lijnen (metro, tram, bus) | 6.400+ km   |
| Aantal bussen in het wagenpark                   | 2.114       |
| Aantal trams in het wagenpark                    | 204         |
| Aantal metrostellen in het wagenpark             | 150         |
| Aantal werknemers                                | 16.000+     |